# Cargo Vie
Vingt-six jours du crépuscule flamboyant d'un jeune homme passionné
Cargo Vie est un journal autobiographique de Pascal de Duve paru en janvier 1993 aux éditions Jean-Claude Lattès. 
Après avoir découvert qu'il était malade du SIDA, l'auteur entreprend un voyage en paquebot vers les Antilles françaises du 28 mai au 22 juin 1992. Ce livre fait le récit de cette traversée. Il se présente comme le journal de bord d'un jeune homme qui va mourir et il est sous-titré : « Vingt-six jours du crépuscule flamboyant d'un jeune homme passionné ». C'est un texte philosophique et poétique, représentatif de la littérature des années SIDA. L’auteur décède des suites de cette maladie le 16 avril 1993 à Paris à l’âge de 29 ans.

## Un voyage en cargo
Parti le 28 mai 1992 du Havre, Pascal de Duve arrive le 12 juin à Fort-de-France, avant de repartir des Antilles le 14 juin et de débarquer en France le 22 juin. Le navire sur lequel il réalise ce voyage en cargo est un bananier : le Fort Saint-Charles. C'est un cargo de la CMA CGM, qui accueille quelques passagers sur son trajet entre la métropole et les Antilles Françaises.

## Analyse
Avant l'arrivée de traitements anti-rétroviraux en 1996, le diagnostic du SIDA impliquait un décès à court terme. Dans ce contexte, de nombreux auteurs ont fait part d'un projet de voyage à la suite de l'annonce de leur maladie. Ces projets se concrétisent rarement au sens propre, mais plutôt comme un « voyage intérieur, qui prend souvent une forme artistique ». Le voyage de Pascal de Duve raconté dans Cargo Vie en est l'une des exceptions.
L'auteur entreprend son dernier voyage, avec « la conscience aigüe qu'il s'agissait de ses derniers instants ». C’est un voyage symbolique : le cargo comme la barque des morts emporte la vie. Cargo Vie est un journal de bord, mais aussi « un journal de corps et un journal de cœur » : il y interroge la maladie et l'amour perdu. Son voyage est une « grève de la fin » : à son terme, il acceptera la séparation et la mort. En ce sens, Cargo Vie  est un testament, mais un testament au sens étymologique : témoignage sur la maladie.

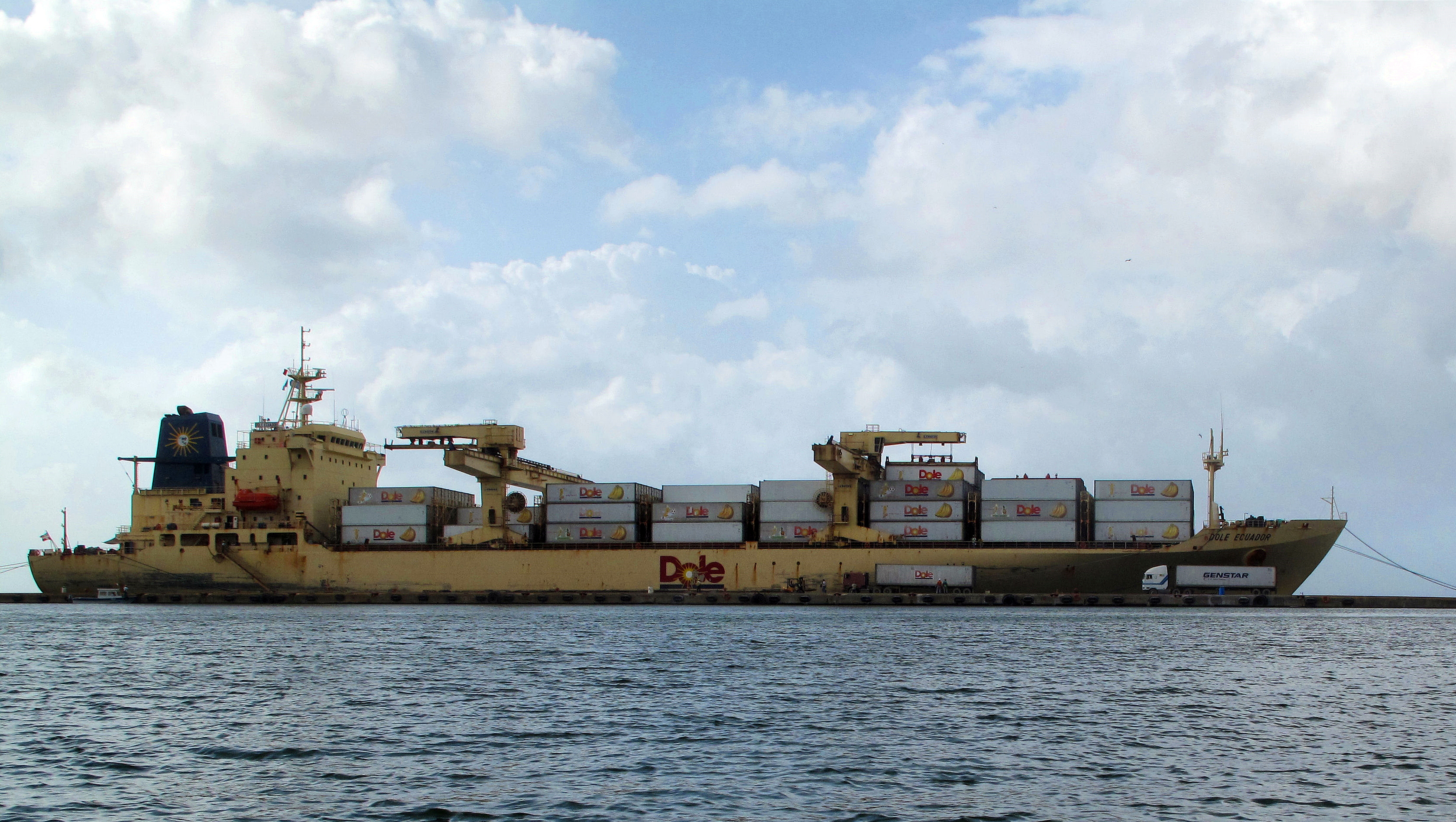
Le Dole Ecuador, un exemple de cargo bananier (ici au large de Puerto Barrios, au Guatemala).

Son journal rend compte des questions existentielles et religieuses qu'il se pose. À la différence d'auteurs et de malades du sida qui réagissent par la colère, le désespoir ou l'autodestruction, Pascal de Duve défend l'espoir et la vie. Ainsi, il rejette le suicide qui serait comme « un acte de légitime démence », il considère que le suicide n'est pas légitime face à la maladie du Sida puisqu'il signerait le « désespoir absolu ». Au contraire, c'est au nom de la vie et de l'espoir qu'il veut être « le porte-plume de [ses] frères sidérés qui se calfeutrent dans le mutisme ». L'espoir est un « moteur » et l'écriture son « carburant ». La « Vie » est un mot-clé que Pascal de Duve répète dans son œuvre et qui permet d'en comprendre le sens : c'est une isotopie. Ainsi, le titre de son premier roman, Izo, est à la fois une référence à cette figure de style et l'anagramme de « zoï », soit la vie en grec,.

## Réception
Selon Daniel Radford, le directeur des Éditions JC Lattès, « Pascal de Duve fut avant tout et jusqu'à la fin un écrivain. Cargo Vie restera le livre emblématique d'une génération ». Lors de la parution de Cargo Vie, plusieurs émissions de télévision invitent Pascal de Duve à présenter son livre (Ex-libris, La Marche du siècle, Durand la nuit),. En mars 1993, André Zavriew écrit dans la Revue des Deux Mondes : « On n'a jamais parlé avec une force aussi juvénile de la faiblesse et de la maladie, avec autant de vie exubérante de la mort prochaine ». En 1994, Jean-Luc Lagarce écrit dans son Journal qu'il a refusé de mettre en scène Cargo Vie : « On ne fait pas de théâtre avec de bons sentiments. J’essaie de dire que le Sida n’est pas un sujet...  ».

### Postérité
Si Cargo Vie n'a pas eu un écho considérable auprès du grand public, l'ouvrage est considéré comme marquant par plusieurs observateurs, qui en ont fait l'éloge au fil des années. Ainsi, en 1995, Cargo Vie est recensé dans une anthologie de la littérature française établie par l'Académie royale de langue et de littérature françaises en Belgique. Ses auteurs considèrent le livre comme un « bouleversant témoignage sur le sida, [qui] s’inscrit au sommet des textes publiés par ceux que l’on appelle déjà "les écrivains du sida" ». En 2005, le sociologue Christophe Broqua place une citation de Cargo Vie en exergue de son livre portant sur la mobilisation des homosexuels contre le SIDA : « L’épidémie de sida a définitivement explosé. Étrange déflagration qui ne crève les tympans que de ceux qui en sont touchés. ». Plus récemment en 2019, l'universitaire belge Pieter Verstraete écrit dans une chronique du quotidien flamand De Standaard : « […] ce petit livre de De Duve est un bijou pour moi. Je le porte près de moi et le recommanderais à tout le monde. Je l'ai connu parce qu'un professeur de lycée a mis le titre sur la liste des lectures incontournables ».

### Usages
La longévité de Cargo Vie se remarque également par la diversité des usages qui ont été faits de ce livre. Des lectures publiques dans le cadre de la Journée mondiale de lutte contre le sida ont utilisé le texte, par exemple en 2002 à la maison du livre de Villeurbanne, en 2003 à la bibliothèque municipale de Saint-Mars-de-Coutais ou encore en 2010 à Tours. Ainsi, Cargo Vie est considéré comme une ressource littéraire dans la lutte contre l'épidémie du SIDA. Il est cité à ce titre parmi d'autres ouvrages dans une thèse de médecine en 2012, dans une bibliographie du centre d'information et de documentation (CDI) du lycée Charles Gide d'Uzès.
D'autre part, par son format de journal et son thème puissant, Cargo Vie se prête particulièrement aux adaptations théâtrales. Ainsi, le texte a été mis en scène plusieurs fois : dès 1995 par Elvire Brison au Théâtre du Résidence Palace à Bruxelles, en 2003 à Saint-Etienne, en 2005 à Lyon par la compagnie La batahola de la pintura, et en 2008 à Theix-Noyalo par la compagnie Marquis'Arts.
Une adaptation cinématographique du livre est en cours de production depuis 2018. Le film est réalisé par Peter Van Goethem et produit par Peter Krüger.

### Traductions
- El carguero “Vida", Barcelone, Seix Barral, 1993.
- Uitvaren, Louvain, Kritak-Gossens, 1993.